# Улица Розы Люксембург (Таруса)
Улица Розы Люксембург — улица в исторической части города Таруса. Проходит через Центральный район города от Соборной площади до Городского (старого) кладбища. Протяжённость улицы 784 метра
Один из главных туристических маршрутов города.

## История
Одна из старейших улиц города. Именно здесь в давние времена располагался княжеский двор и укреплённый посад, служившие центром Тарусского княжества.
В 1779 году город был опустошён пожаром, восстановление проходило по регулярному плану застройки города с прямоугольным сечением городской застройки улицами.
Историческое название улицы — Кладбищенская, с установлением советской власти была переименована в честь немецкого революционера-социалиста Розы Люксембург (1871—1919).
Непродолжительное время, 1925—1927 годах, в доме Мейн на улице располагался краеведческий музей и библиотека, до 1927 года ей заведовала Е. В. Сахарова (урожденная Поленова). В музее устраивались выставки картин В. Д. Поленова, В. Д. Шитикова и др.
В октябре 2020 года улица была переименована в Посадскую, но уже в январе следующего года переименование улицы было отложено на два года. Жители города протестуют против переименования.
Высказывались оригинальные предложения: улицу Розы Люксембург переименовать в улицу Розы или улицу Роз — и в подтверждение справедливости такого названия посадить на ней розы.

## Достопримечательности
д. 6 — Детская школа искусств 
д. 10 — Купеческий дом 
д. 12 — Флигель городской купеческой усадьбы 
д. 14 — Главный дом городской купеческой усадьбы 
д. 30/8 — Музей семьи Цветаевых
д. 32/10 — Купеческий дом 

## Известные жители
Николай Давыдович Оттен, Штейнберги — Аркадий Акимович с женой Валентиной и сыновьями Эдиком и Борисом, Борис Петрович Свешников.

## Галерея

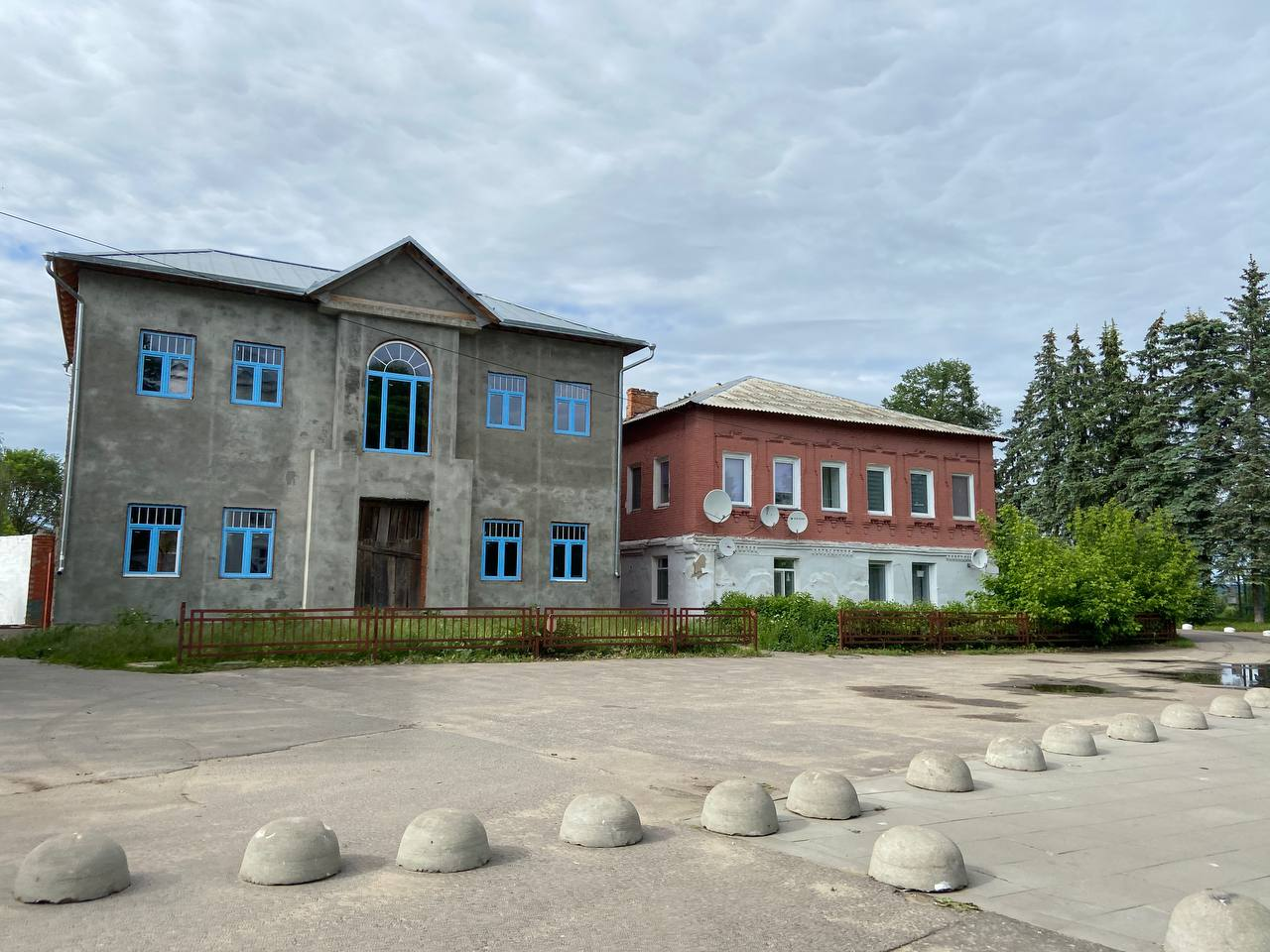
д. 2, 4
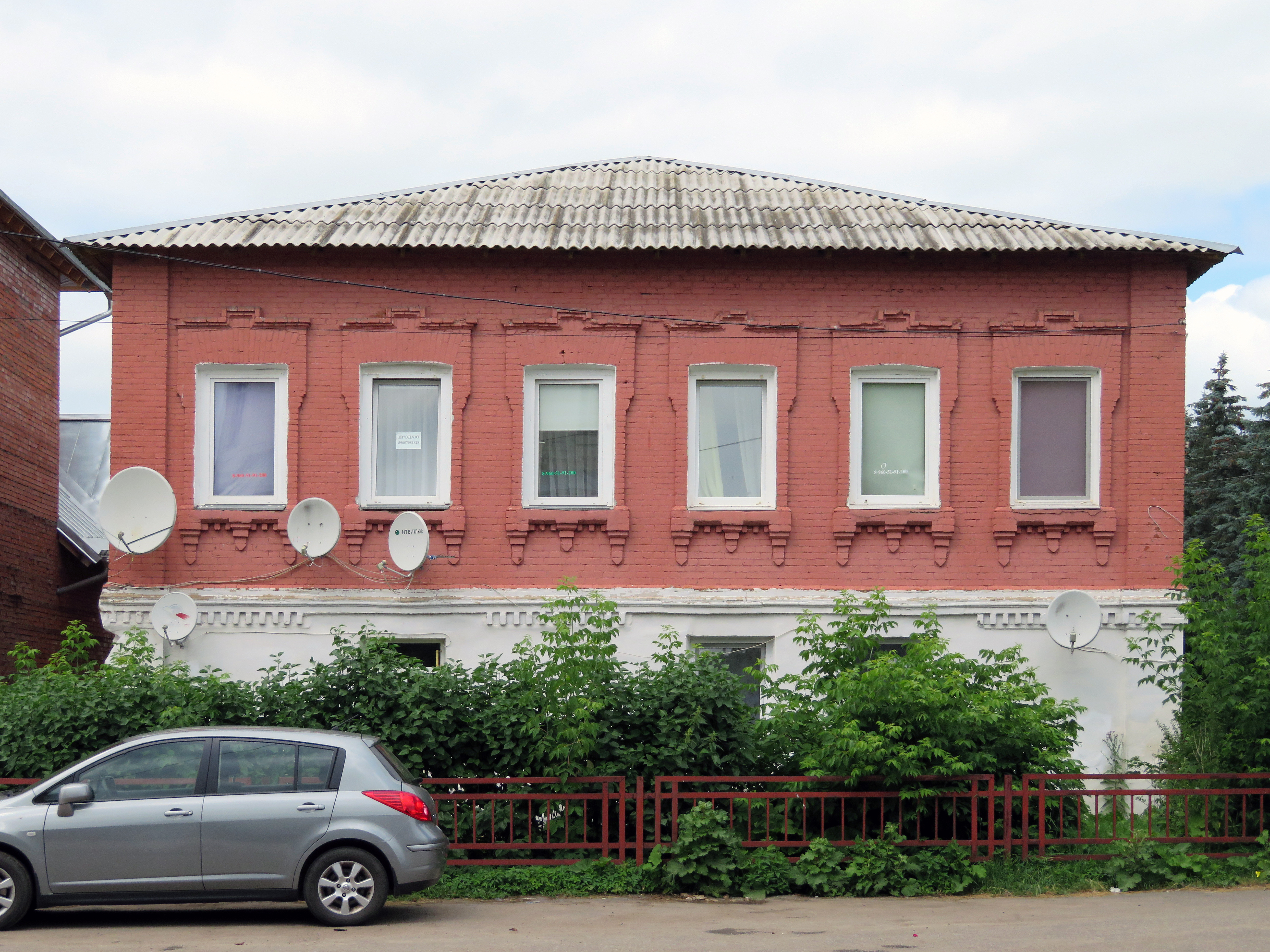
д. 2
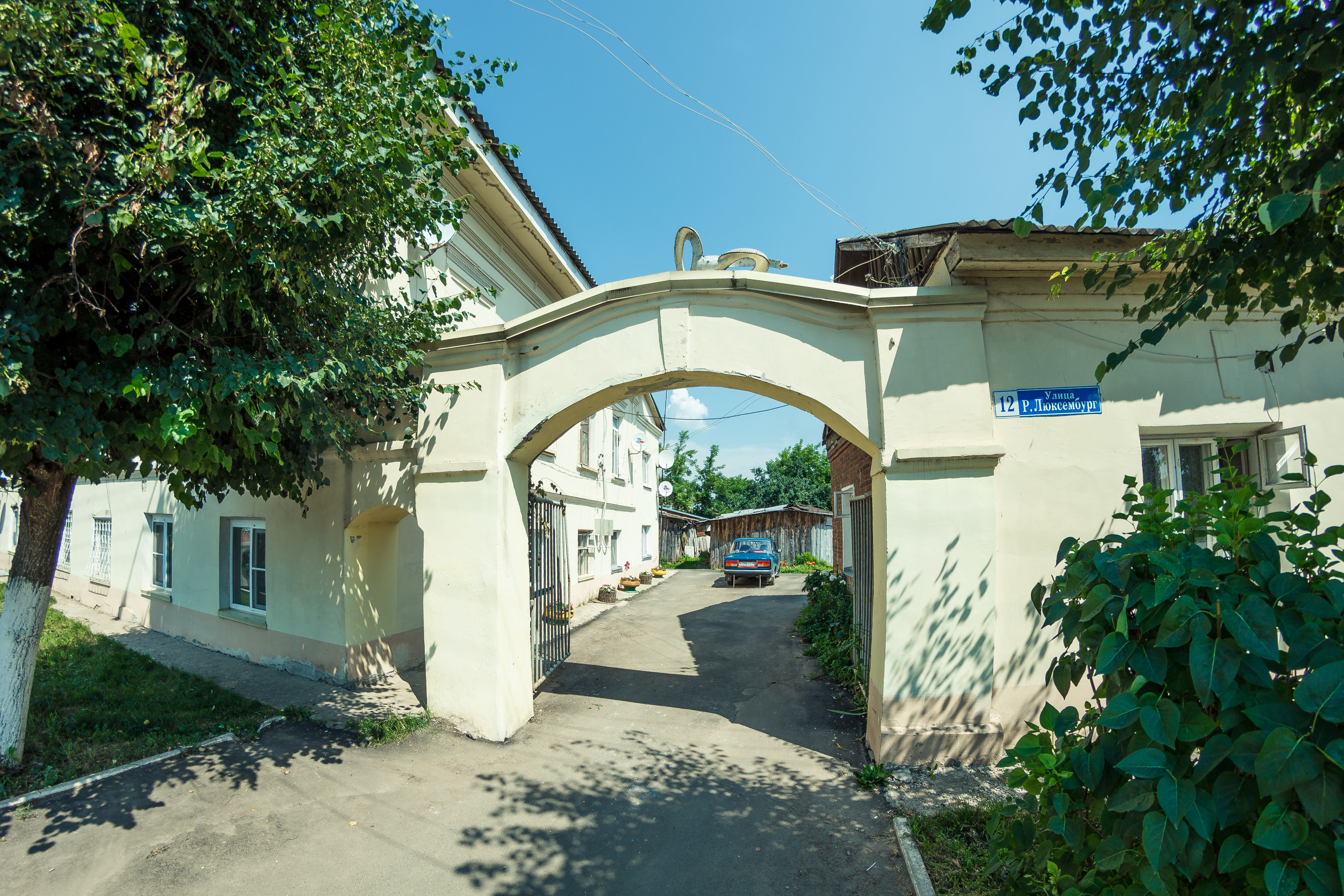
д. 12, 14
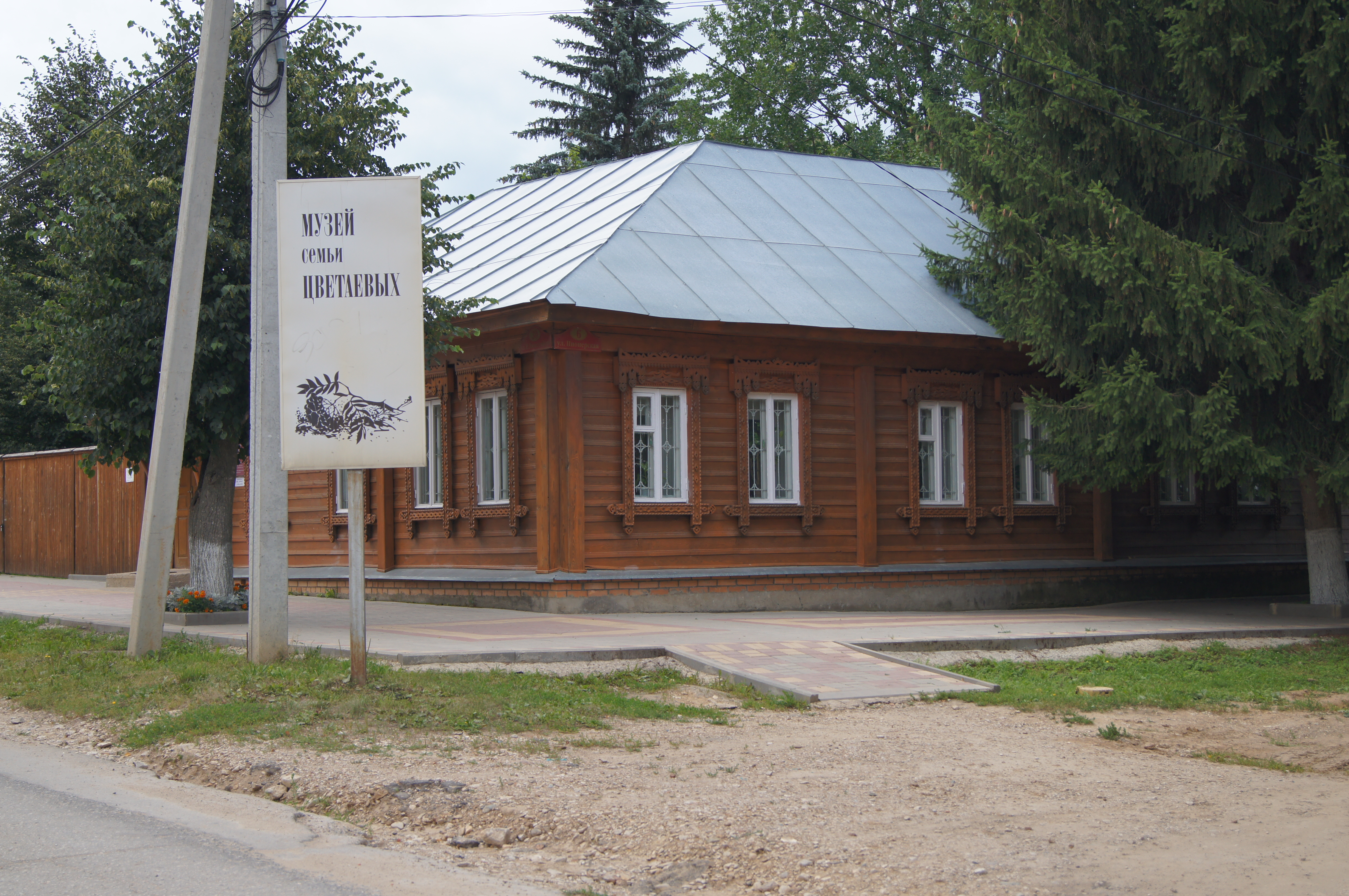
Музей семьи Цветаевых в Тарусе